# Ulica Blaszana w Warszawie
Ulica Blaszana – ulica w warszawskiej dzielnicy Praga-Północ, będąca ślepym zaułkiem ulicy Panieńskiej.

## Historia
Ulica Blaszana została wytyczona w pierwszej połowie XIX wieku jako przesmyk w zabudowie wiodący ku Olszowej. Pod obecną nazwą pojawiła się po raz pierwszy na planie z roku 1873, a pierwsza, drewniana zabudowa powstała około 20 lat wcześniej.
Cała zabudowa ulicy przed rokiem 1939 składała się z jednej kamienicy wzniesionej w latach 1936–1937, oraz zabudowań magazynowych przypisanych numeracji ul. Olszowej, zniszczonych podczas II wojny światowej.
Lata 70. przyniosły budowę wysokościowców osiedla Panieńska, które zredukowały Blaszaną do roli ślepego zaułka.